# NGC 2504
NGC 2504 is een sterrenstelsel van ongebruikelijke aard in het sterrenbeeld Kleine Hond. Het hemelobject werd op 25 maart 1864 ontdekt door de Duits astronoom Albert Marth.

## Σ 1168
Vanaf de aarde gezien bevindt het stelsel NGC 2504 zich ongeveer een derde van een graad ten oosten van de dubbelster Struve 1168 (Σ 1168). Amateurastronomen kunnen Σ 1168 aanwenden als gidsobject om het stelsel NGC 2504 op te sporen. Σ 1168 en NGC 2504 bevinden zich een vijftal graden oostwaarts van Procyon.

## Synoniemen
- UGC 4152
- MCG 1-21-4
- ZWG 31.15
- IRAS07572+0544
- PGC 22414